# Сельмерлёв, Монс
Монс Пе́ттер А́льберт Са́лен Се́льмерлёв (швед. Måns Petter Albert Sahlen Zelmerlöw; произносится /ˈmɔns ˈsɛlmɛrˈløːv/, род. 13 июня 1986 года, Лунд, Сконе) — шведский поп-певец. Победитель конкурса песни «Евровидение-2015». Ведущий конкурса песни «Евровидение-2016» совместно с Петрой Меде.

## Биография
Монс Сельмерлёв родился в Лунде в семье Биргитты Сален, профессора Лундского университета, и хирурга Свена-Олофа Сельмерлёва. Монс изучал музыку в средней школе в Лунде и пел в школьном хоре.
Участвовал в шоу «Idol 2005», где занял 5-е место.
В том же году с певицей Anna Book принял участие в шоу «Let’s Dance» и победил.
Снялся в шведских версиях фильмов Grease в 2006 и Footloose 2007.
В 2007 также принял участие в Melodifestivalen, заняв третье место в финале с песней «Cara mia».
В том же году получил звание самого сексуального мужчины по версии шведского гей-журнала «QX».  
В 2010 году был ведущим Мелодифестивалена.
В 2015 году принял участие в Melodifestivalen с песней «Heroes», где победил, тем самым он стал представителем Швеции на конкурсе песни «Евровидение 2015». Прошёл в финал из второго полуфинала, где занял 1 место с 217 баллами. 23 мая прошёл финал, где Сельмерлёв занял первое место с 365 баллами.
12 августа 2015 года на премии «Рокбьернен» победил в двух номинациях: артист года и песня года (Heroes).
14 декабря 2015 года был выбран ведущим конкурса песни «Евровидение 2016» совместно с Петрой Меде.
В 2017 году в качестве хэдлайнера принял участие в Международном музыкальном фестивале «Лайма Рандеву Юрмала», проходившем в концертном зале «Дзинтари». В фестивале участвуют популярные исполнители из разных стран Европы и Центральной Азии, такие как Крис Норман и Уку Сувисте.
Комментировал «Евровидение-2017» на шведском телеканале SVT1.

## Личная жизнь
В 2008—2011 годах встречался со шведской певицей и моделью Мари Сернехольт, бывшей участницы A*Teens.
В 2004 году Сельмерлёв и его семья пережили цунами в Индийском океане, когда они отдыхали на тайском курорте Као Лак.

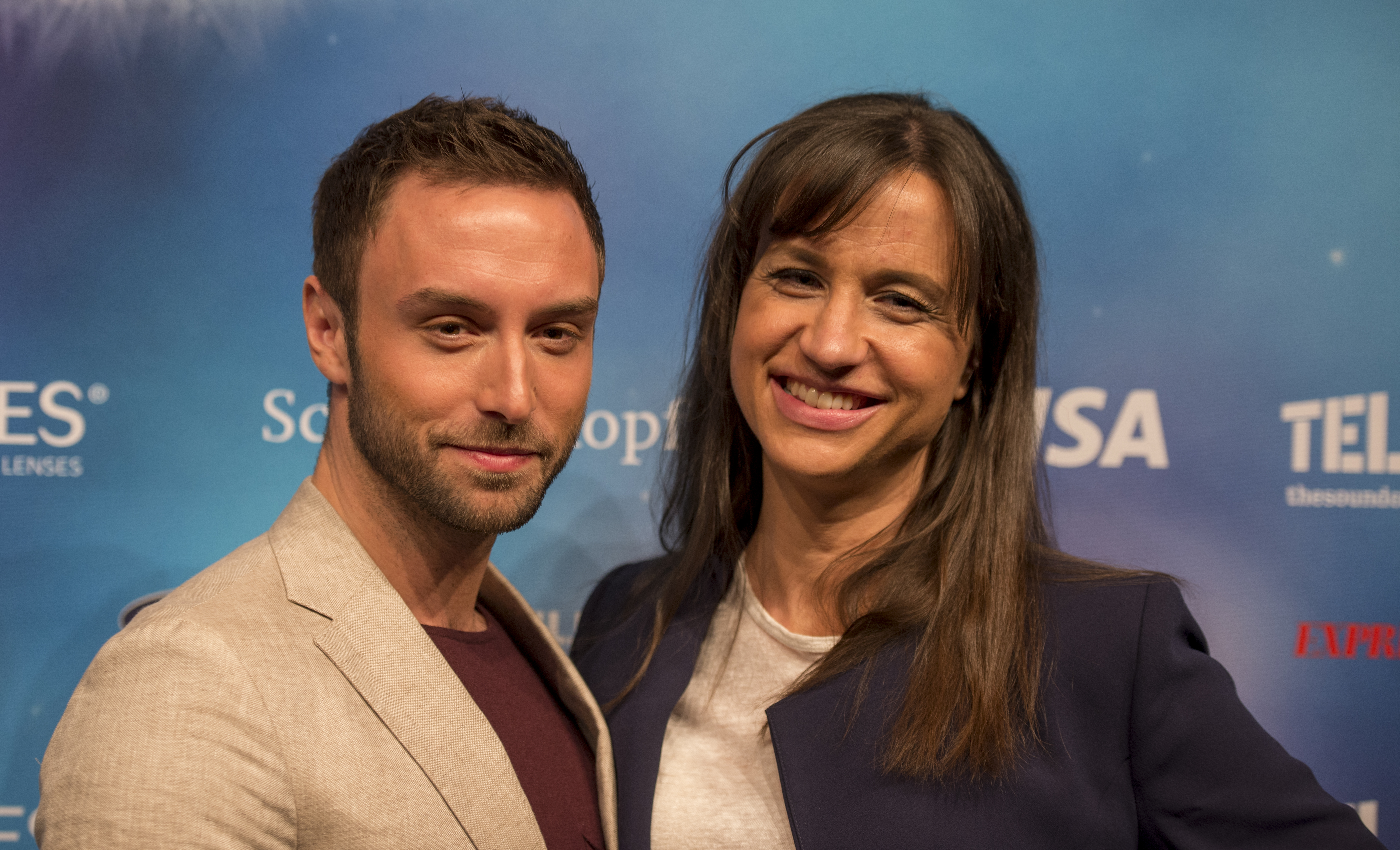
Монс Сельмрлёв во время Евровидения 2016 с Петрой Меде

В 2019 году женился на английской актрисе Кьяре Джонсон. 26 мая 2018 года у них родился сын Альберт Оссиан Сельмерлёв.

## Дискография

### Альбомы
| Год  | Название               |
| ---- | ---------------------- |
| 2007 | Stand by For…          |
| 2009 | MZW                    |
| 2010 | Christmas with Friends |
| 2011 | Kära vinter            |
| 2014 | Barcelona Sessions     |
| 2015 | Perfectly Damaged      |
| 2016 | Chameleon              |
| 2019 | Time                   |

### Синглы
| Год  | Название                                                 | Чарты  | Чарты     | Чарты    | Чарты  | Альбом                                  |
| Год  | Название                                                 | Швеция | Финляндия | Болгария | Польша | Альбом                                  |
| ---- | -------------------------------------------------------- | ------ | --------- | -------- | ------ | --------------------------------------- |
| 2007 | «Cara Mia»                                               | 1      | 4         | 38       | 43     | Stand By For…                           |
| 2007 | «Work Of Art (Da Vinci)»                                 | 16     | —         | —        | —      | Stand By For…                           |
| 2007 | «Brother oh Brother»                                     | 7      | —         | —        | 12     | Stand By For…                           |
| 2007 | «All I Want For Christmas Is You» (feat. Agnes Carlsson) | 3      | —         | —        | —      | Внеальбомный сингл                      |
| 2008 | «Miss America»                                           | 46     | —         | —        | 30     | Stand By For…                           |
| 2009 | «Hope & Glory»                                           | 2      | —         | —        | —      | MZW                                     |
| 2009 | «Hold On»                                                | 22     | —         | —        | —      | MZW                                     |
| 2009 | «Impossible»                                             | 48     | —         | —        | —      | MZW                                     |
| 2010 | «December»                                               | —      | —         | —        | —      | Christmas with Friends                  |
| 2013 | «Broken Parts»                                           | —      | —         | —        | —      | Barselona Sessions                      |
| 2013 | «Beautiful Life»                                         | —      | —         | —        | —      | Barselona Sessions                      |
| 2014 | «Run For Your Life»                                      | —      | —         | —        | —      | Barselona Sessions                      |
| 2015 | «Heroes»                                                 | 1      | 5         | —        | —      | Perfectly Damaged                       |
| 2015 | «Should’ve Gone Home»                                    | 27     | —         | —        | —      | Perfectly Damaged                       |
| 2016 | «Fire in the Rain»                                       | 31     | —         | —        | —      | Chameleon                               |
| 2016 | «Hanging on to Nothing»                                  | —      | —         | —        | —      | Chameleon                               |
| 2016 | «Glorious»                                               | —      | —         | —        | —      | Chameleon                               |
| 2018 | «Happyland»                                              | —      | —         | —        | —      | Chameleon                               |
| 2019 | «Walk with Me» (feat. Dotter & Dami Im)                  | 51     | —         | —        | —      | Time                                    |
| 2019 | «Better Now»                                             | 79     | —         | —        | —      | Time                                    |
| 2019 | «One»                                                    | —      | —         | —        | —      | Time                                    |
| 2020 | «Gamle Dager» (feat. Morgan Sulele)                      | —      | —         | —        | —      | Внеальбомный сингл                      |
| 2020 | «On My Way»                                              | —      | —         | —        | —      | Time                                    |
| 2020 | «Mirror»                                                 | —      | —         | —        | —      | Time                                    |
| 2020 | «Alone on Christmas Eve»                                 | 92     | —         | —        | —      | Внеальбомный сингл                      |
| 2021 | «Circles and Squares» (feat. Polina Gagarina)            | —      | —         | —        | —      | World Figure Skating Championships 2021 |